# Мікс Ліпсбергс
Мікс Ліпсбергс (латис. Miks Lipsbergs; 9 червня 1991, м. Рига, СРСР) — латвійський хокеїст, правий нападник. Виступає за МОГО (Рига).
Вихованець хокейної школи СК «Рига». Виступав за СК ЛСПА/Рига, «Динамо-Юніорс» (Рига), ХК «Рига», «Динамо» (Рига), «Дніпро» (Херсон)
У складі молодіжної збірної Латвії учасник чемпіонату світу 2010.